# Liste der finnischen Botschafter in der Sowjetunion und in Russland
Die Liste der finnischen Botschafter in der Sowjetunion und in Russland listet die Diplomaten aus der parlamentarischen Republik Finnland, die im Zeitraum von 1920 bis heute (2011) in der Botschaft in der Sowjetunion oder deren Nachfolger Russland in Moskau tätig waren und sind. 

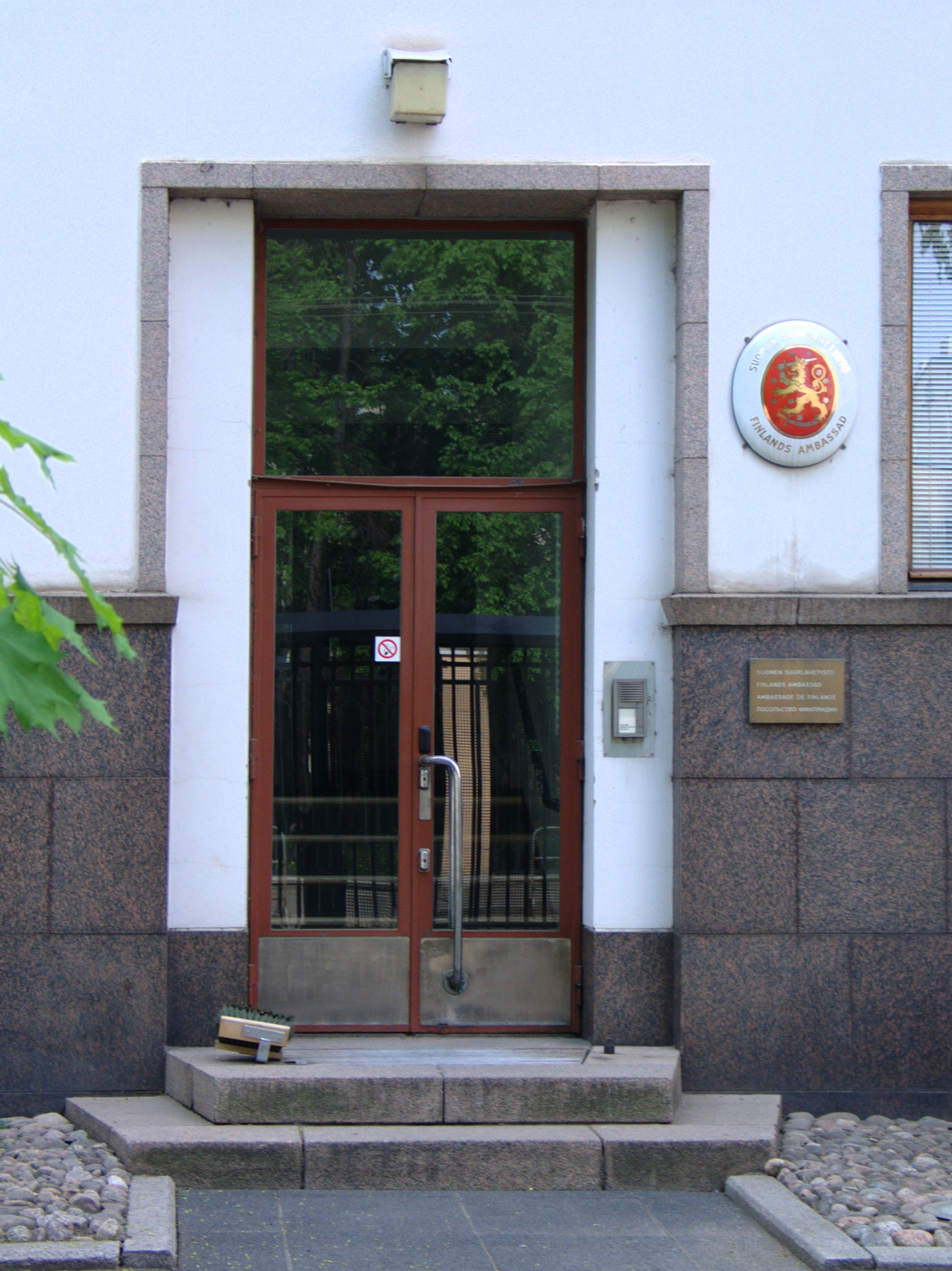
Eingang finnische Botschaft in Moskau.

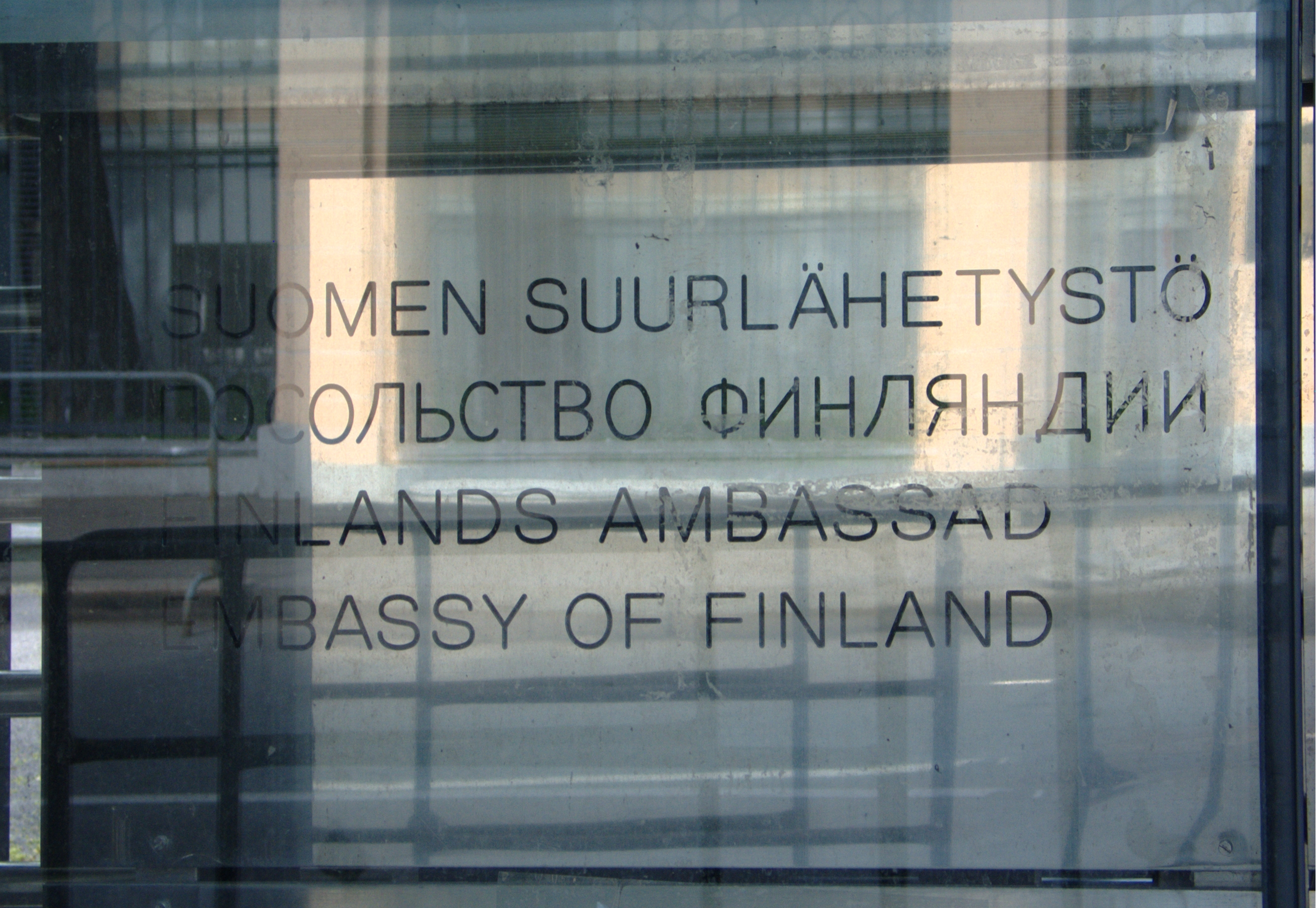
Finnische Botschaft in Moskau Tafel.

| Ernennung Akkreditierung | Name                          | Bemerkungen         | ernannt von                 | akkreditiert während der Regierung von | Posten verlassen |
| ------------------------ | ----------------------------- | ------------------- | --------------------------- | -------------------------------------- | ---------------- |
| 1921                     | Anders Ahonen                 |                     | Kaarlo Juho Ståhlberg       | Alexei Iwanowitsch Rykow               | 1921             |
| 1922                     | Eero Järnefelt                | Geschäftsträger     | Kaarlo Juho Ståhlberg       | Alexei Iwanowitsch Rykow               | 1921             |
| 1921                     | Karl Walter Boris Gyllenbögel | Geschäftsträger     | Kaarlo Juho Ståhlberg       | Alexei Iwanowitsch Rykow               | 1922             |
| 1922                     | Eero Järnefelt                | Geschäftsträger     | Kaarlo Juho Ståhlberg       | Alexei Iwanowitsch Rykow               | 1923             |
| 1922                     | Anders Verner Hackzell        |                     | Kaarlo Juho Ståhlberg       | Alexei Iwanowitsch Rykow               | 1927             |
| 1927                     | Pontus Artti                  |                     | Lauri Kristian Relander     | Alexei Iwanowitsch Rykow               | 1930             |
| 1931                     | Aarno Yrjö-Koskinen           |                     | Pehr Evind Svinhufvud       | Wjatscheslaw Michailowitsch Molotow    | 1939             |
| 1940                     | Juho Kusti Paasikivi          |                     | Risto Ryti                  | Wjatscheslaw Michailowitsch Molotow    | 1941             |
| 1945                     | Carl-Johan Sundström          |                     | Carl Gustaf Emil Mannerheim | Josef Stalin                           | 1953             |
| 1953                     | Åke Gartz                     | ab 1954 Botschafter | Juho Kusti Paasikivi        | Georgi Maximilianowitsch Malenkow      | 1955             |
| 1955                     | Eero A. Wuori                 |                     | Juho Kusti Paasikivi        | Nikolai Alexandrowitsch Bulganin       | 1963             |
| 1963                     | Jorma Vanamo                  |                     | Urho Kekkonen               | Nikita Sergejewitsch Chruschtschow     | 1967             |
| 1967                     | Jaakko Hallama                |                     | Urho Kekkonen               | Leonid Iljitsch Breschnew              | 1970             |
| 1970                     | Björn-Olof Alholm             |                     | Urho Kekkonen               | Leonid Iljitsch Breschnew              | 1974             |
| 1974                     | Jaakko Hallama                |                     | Urho Kekkonen               | Leonid Iljitsch Breschnew              | 1982             |
| 1983                     | Aarno Karhilo                 |                     | Mauno Koivisto              | Juri Wladimirowitsch Andropow          | 1988             |
| 1988                     | Heikki Talvitie               |                     | Mauno Koivisto              | Michail Sergejewitsch Gorbatschow      | 1992             |
| 1991                     | Heikki Talvitie               |                     | Mauno Koivisto              | Boris Nikolajewitsch Jelzin            | 1992             |
| 1993                     | Arto Mansala                  |                     | Mauno Koivisto              | Boris Nikolajewitsch Jelzin            | 1996             |
| 1996                     | Markus Lyra                   |                     | Martti Ahtisaari            | Boris Nikolajewitsch Jelzin            | 2000             |
| 2000                     | René Nyberg                   |                     | Tarja Halonen               | Wladimir Wladimirowitsch Putin         | 2004             |
| 2004                     | Harry Helenius                |                     | Tarja Halonen               | Wladimir Wladimirowitsch Putin         | 2008             |
| 2008                     | Matti Anttonen                |                     | Tarja Halonen               | Dmitri Anatoljewitsch Medwedew         |                  |